# Nijnagel

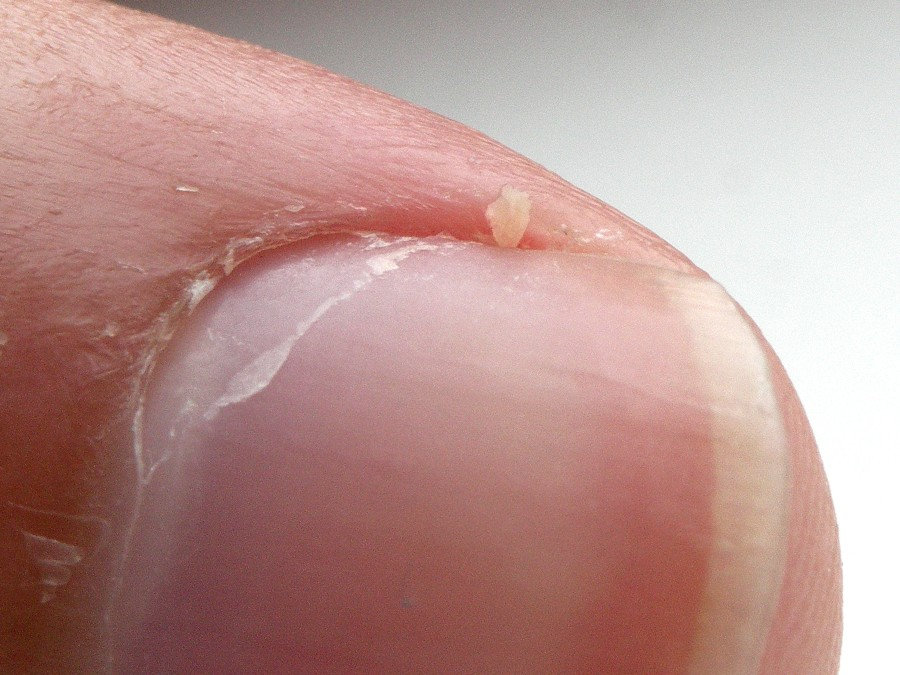
Nijnagel aan de duim (boven) met links de nagelriem

Een nijnagel, stroopnagel of dwangnagel is een aandoening van de nagel waarbij de huid langs de nagelriem is ingescheurd.
Nijnagels genezen doorgaans vanzelf. Voorkomen dat een nijnagel verder inscheurt is zinvol om de kans op nagelriemontsteking te beperken.